# سیف خلفان
سیف خلفان (انگلیسی: Saif Khalfan؛ زادهٔ ۳۱ ژانویهٔ ۱۹۹۳) یک بازیکن فوتبال است.